# Asiotmethis
Asiotmethis is een geslacht van rechtvleugeligen uit de familie Pamphagidae. De wetenschappelijke naam van dit geslacht is voor het eerst geldig gepubliceerd in 1943 door Uvarov.

## Soorten
Het geslacht Asiotmethis omvat de volgende soorten:
- Asiotmethis artemisianus Shumakov, 1949
- Asiotmethis bifurcatus Liu & Bi, 1994
- Asiotmethis heptapotamicus Zubovski, 1898
- Asiotmethis jubatus Uvarov, 1926
- Asiotmethis limbatus Charpentier, 1845
- Asiotmethis muricatus Pallas, 1771
- Asiotmethis nigripedis Steinmann, 1966
- Asiotmethis serricornis Fischer von Waldheim, 1846
- Asiotmethis similis Bey-Bienko, 1951
- Asiotmethis tauricus Tarbinsky, 1930
- Asiotmethis turritus Fischer von Waldheim, 1833
- Asiotmethis zacharjini Bey-Bienko, 1926